# Марин Петров (футболист, р. 1977)
Вижте пояснителната страница за други личности с името Марин Петров.
Марин Красимиров Петров е български футболист, полузащитник. Роден на 7 август 1977 г. във Варна. По време на кариерата си Петров играе за 11 различни клуба в България и Гърция.
Един от българите, които може да се похвали с : 4 мача в шампионска лига и (1)гол и 8 в лига Европа (3)гола
Успехи:Купа на България (200-2001)
2 пъти вице шампион и 1 път бронзов финалист

## Успехи
- Шампион на България с Литекс през 1998/99 г.
- Носител на Купата на България с Литекс за 2001 г.